# Emily Carr
Emily Carr (Victoria, 13 dicembre 1871 – Victoria, 2 marzo 1945) è stata una pittrice canadese.
Fra le prime pittrici canadesi ad adottare uno stile pittorico modernista e post-impressionista, Carr non ricevette riconoscimenti significativi per il suo operato fino a quando la sua pittura su temi indigeni si convertì a quella di paesaggi e foreste. In qualità di scrittrice, Carr fu una delle prime croniste della vita nella Columbia Britannica. L'Enciclopedia canadese la definisce un'"icona canadese".

## Biografia

### L'infanzia

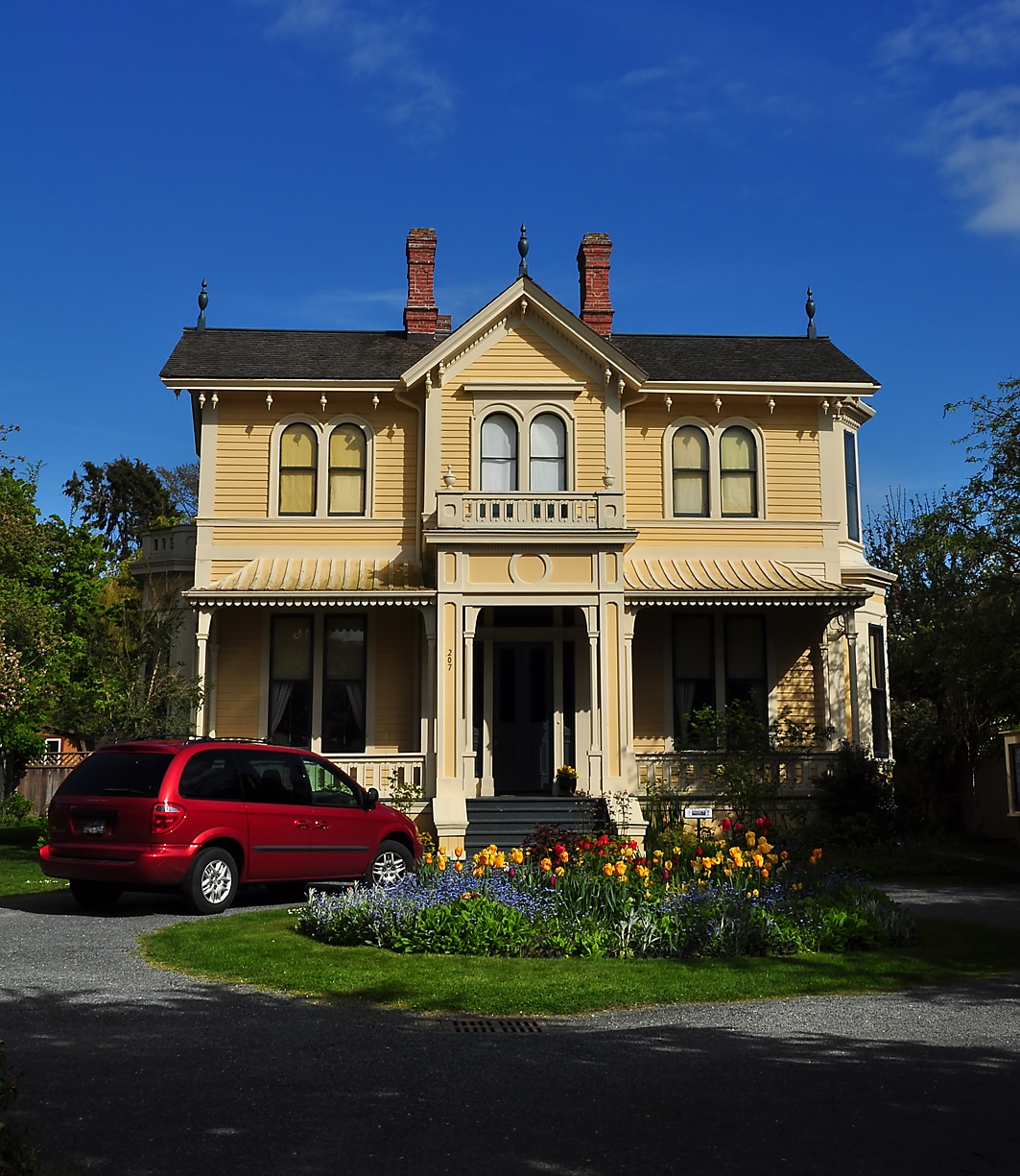
La casa a Victoria in cui Emily Carr visse durante l'infanzia

Emily Carr nacque a Victoria, nella Columbia Britannica, nel 1871, anno in cui la Columbia Britannica si unì al Canada. Carr era la penultima di nove figli nati da Richard ed Emily (Saunders) Carr, entrambi inglesi. La casa di Carr era su Birdcage Walk (ora Government Street), nel James Bay district di Victoria, a poca distanza dagli edifici legislativi (soprannominati Birdcages) e dalla città stessa.
Carr e i suoi fratelli erano cresciuti sulla tradizione inglese. Richard Carr, nato in Inghilterra, riteneva che fosse sensato vivere nell'Isola di Vancouver, una colonia della Gran Bretagna, dove poteva praticare le usanze inglesi e mantenere la sua cittadinanza britannica. La casa di famiglia era sontuosa, con soffitti alti, modanature ornate e un salotto. Carr fu educata nella tradizione presbiteriana, pregando ogni domenica mattina e leggendo la Bibbia ogni sera. Richard Carr chiamava un bambino a settimana per recitare il sermone, ed Emily aveva costantemente difficoltà a recitarla.
La madre e il padre di Emily Carr morirono rispettivamente nel 1886 e nel 1888. La cura di Emily e dei suoi fratelli venne quindi affidata alla sorella maggiore Edith.
Il padre di Carr incoraggiò Emily a seguire le sue inclinazioni artistiche, ma fu solo nel 1890, dopo la morte dei suoi genitori, che Carr decise di approfondire l'arte. Studiò al San Francisco Art Institute per due anni (1890-1892) prima di tornare a Victoria. Nel 1899, Carr viaggiò a Londra, dove studiò alla Westminster School of Art. Carr visitò anche Ucluelet, sulla costa occidentale dell'isola di Vancouver, nel 1898. Viaggiò anche in una colonia artistica rurale a Saint Ives, tornando nella Columbia Britannica soltanto nel 1905. Carr prese una posizione d'insegnamento a Vancouver presso il Ladies Art Club che tenne per non più di un mese: era infatti considerata impopolare tra gli studenti per la sua abitudine di fumare e per le maledizioni che lanciava agli alunni durante le sue lezioni. In questo breve periodo gli studenti giunsero a boicottare i suoi corsi.

### Le prime opere su temi indigeni

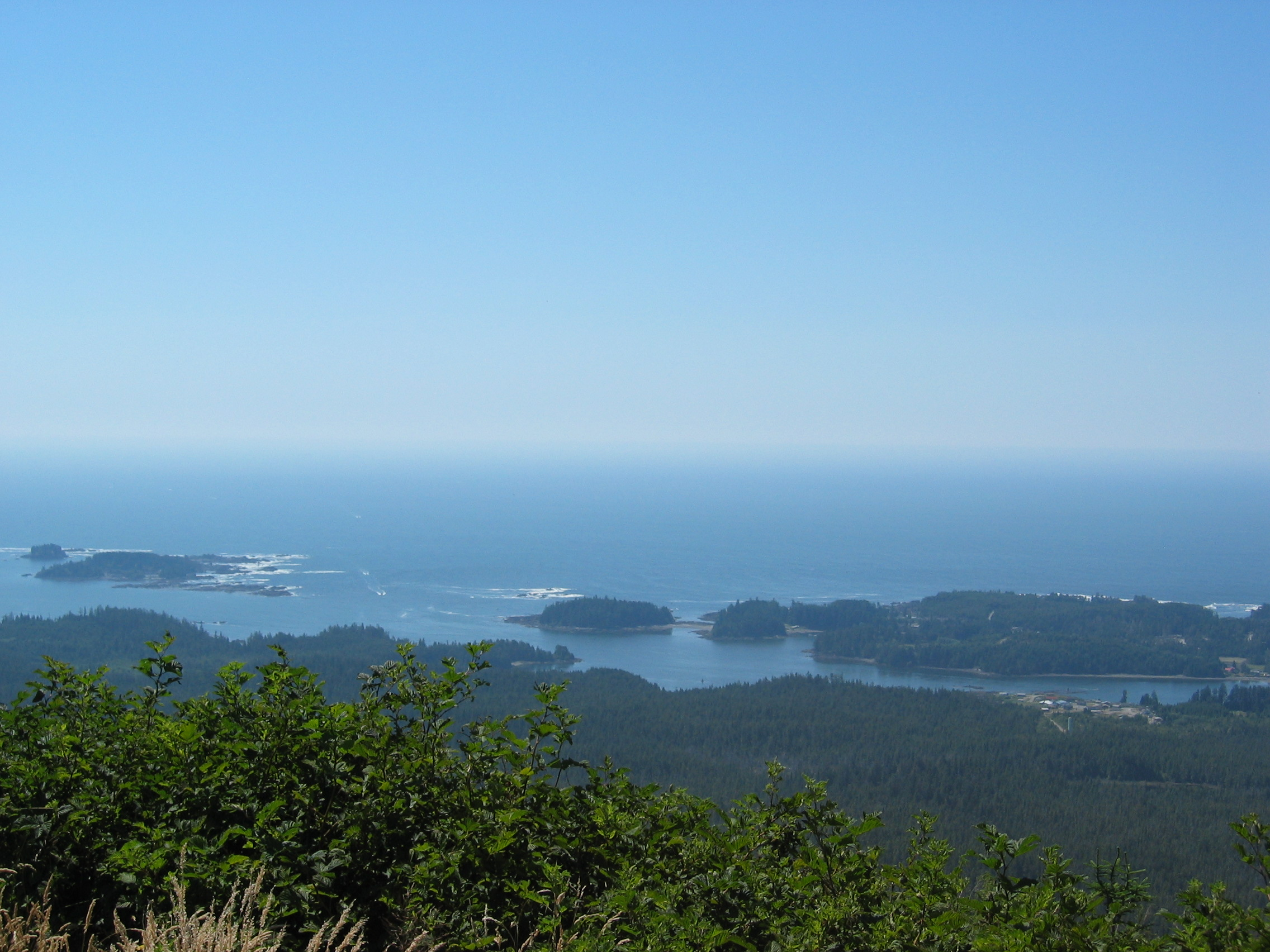
La penisola di Ucluelet

Nel 1898, all'età di 27 anni, Carr fece il primo di numerosi viaggi in villaggi indigeni durante i quali realizzò diversi schizzi e dipinti che ritraevano i luoghi da lei visitati. Soggiornò in un villaggio vicino a Ucluelet, sulla costa occidentale dell'isola di Vancouver, sede dei Nuu-chah-nulth. Carr ricordò che il suo periodo in Ucluelet l'avrebbe "impressionata durevolmente". Il suo interesse per la vita indigena venne rafforzato da un viaggio in Alaska che fece nove anni dopo con sua sorella Alice. Nel 1912, Carr intraprese un altro viaggio nei villaggi indiani delle isole di Haida Gwaii, delle aree settentrionali del fiume Skeena e ad Alert Bay dove ritrasse altre immagini dei luoghi da lei frequentati.

### Il viaggio in Francia
Determinata a promuovere la sua conoscenza delle tendenze artistiche in evoluzione nell'epoca, Carr tornò in Europa nel 1910 per studiare all'Académie Colarossi a Parigi. A Montparnasse, lei e sua sorella Alice, incontrarono su invito il pittore modernista Harry Gibb. Dopo aver visto il suo lavoro, lei e sua sorella rimasero impressionate dal suo uso di distorsioni e colori vibranti. Carr dichiarò: 
 Dopo aver approfondito la sua arte ed essersi lasciata ispirata alle tecniche di modellato e allo stile pittorico di Gibb, Carr iniziò ad adottare una palette di colori vivaci piuttosto che continuare con i colori pastello del suo precedente stile britannico.
Carr fu molto influenzata dai post-impressionisti e dai fauvisti che incontrò e approfondì in Francia. Dopo essere tornata in Canada nel 1912, organizzò una mostra di settanta acquerelli e oli. Emily Carr divenne così la prima artista a introdurre il fauvismo a Vancouver.

### Ritorno in Canada
Nel marzo del 1912, Carr aprì uno studio al 1465 West Broadway di Vancouver. Dal momento che gli abitanti di Vancouver non riuscirono a comprendere il suo stile, fatto di colori audaci e volutamente poco curato nei dettagli, Carr chiuse presto il suo studio e tornò a Victoria. Nell'estate del 1912, Carr viaggiò nuovamente verso nord, in direzione delle isole di Haida Gwaii e del fiume Skeena, dove documentò l'arte dei popoli Haida, Gitxsan e Tsimshian. Quando si trovava a Cumshewa, un villaggio delle Haida sull'isola di Moresby, scrisse:

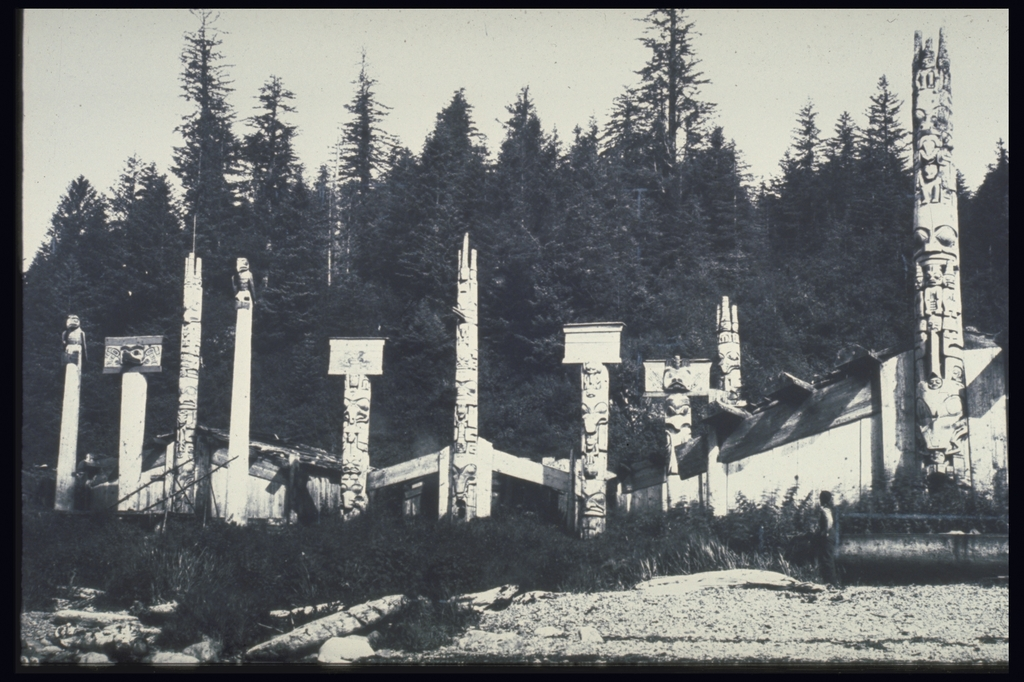
Il villaggio di Cumsheva (1878)

Carr dipinse in questi anni un corvo scolpito noto come Big Raven che verrà considerata una delle sue opere iconiche. Tanoo, un altro dipinto ispirato ai lavori raccolti in questo viaggio, raffigura tre totem davanti alle facciate delle case dell'omonimo villaggio. Dopo essere tornata nel sud, Carr tenne una mostra comprendente alcuni di questi lavori. Tenne anche una conferenza dettagliata sui villaggi indigeni che aveva visitato. Durante quella occasione, Carr dichiarò:
Sebbene il suo lavoro fosse ben accolto, anche quando dopo la svolta "francese", Carr percepiva che a Vancouver il suo nuovo stile non fosse comunque abbastanza apprezzato da permetterle di mantenersi in quella città. Queste impressioni, anche documentate nel suo libro Growing Pains, la spinsero a rinunciare all'insegnamento e al lavoro a Vancouver, e nel 1913 tornò a Victoria, dove vivevano ancora molte delle sue sorelle.
Durante i successivi 15 anni, Carr dipinse poche opere. Gestiva una pensione conosciuta come la "Casa di tutti i tipi". Con le sue circostanze finanziarie ristrette e la sua vita circoscritta a Victoria, Carr dipinse alcune opere in questo periodo tratte da scene locali fra cui le scogliere di Dallas Road e gli alberi del Beacon Hill Park. Asserì di aver smesso di dipingere in questo periodo e che "l'arte aveva cessato di essere la spinta primaria della sua vita."

### L'aumento della notorietà

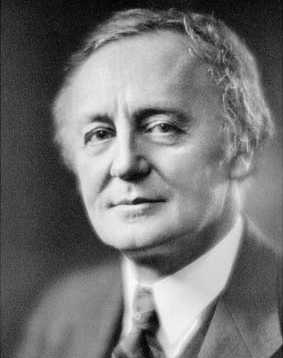
Marius Barbeau

Nel corso del tempo, il lavoro di Carr giunse all'attenzione di diverse persone influenti e di supporto, tra cui Marius Barbeau, un importante etnologo del Museo Nazionale di Ottawa. Barbeau convinse Eric Brown, direttore della National Gallery of Canada, a visitare Carr nel 1927. Dopo essere stata invitata da Brown ad esporre i suoi lavori alla National Gallery come parte di una mostra sull'arte indigena della West Coast, Carr inviò 26 dipinti ad olio ad est, insieme a campioni delle sue ceramiche e tappeti con disegni indigeni. La mostra, che comprendeva anche opere di Edwin Holgate e A. Y. Jackson, fece tappa a Toronto e Montreal.
Carr continuò a viaggiare lungo la fine degli anni venti e trenta lontana da Victoria. Il suo ultimo viaggio a nord fu nell'estate del 1928, quando visitò i fiumi Nass e Skeena, oltre ad Haida Gwaii, precedentemente nota come Queen Charlotte Islands. Viaggiò anche a Friendly Cove, sulla costa nord-orientale dell'isola di Vancouver e, nel 1933, a Lillooet. Il riconoscimento del suo lavoro aumentò costantemente, e le sue opere furono esposte a Londra, Parigi, Washington e Amsterdam, oltre a varie importanti città canadesi. Carr ha tenuto la sua prima mostra personale nel Canada orientale nel 1935 presso la galleria della Women's Art Association of Canada di Toronto.

### Il Gruppo dei Sette

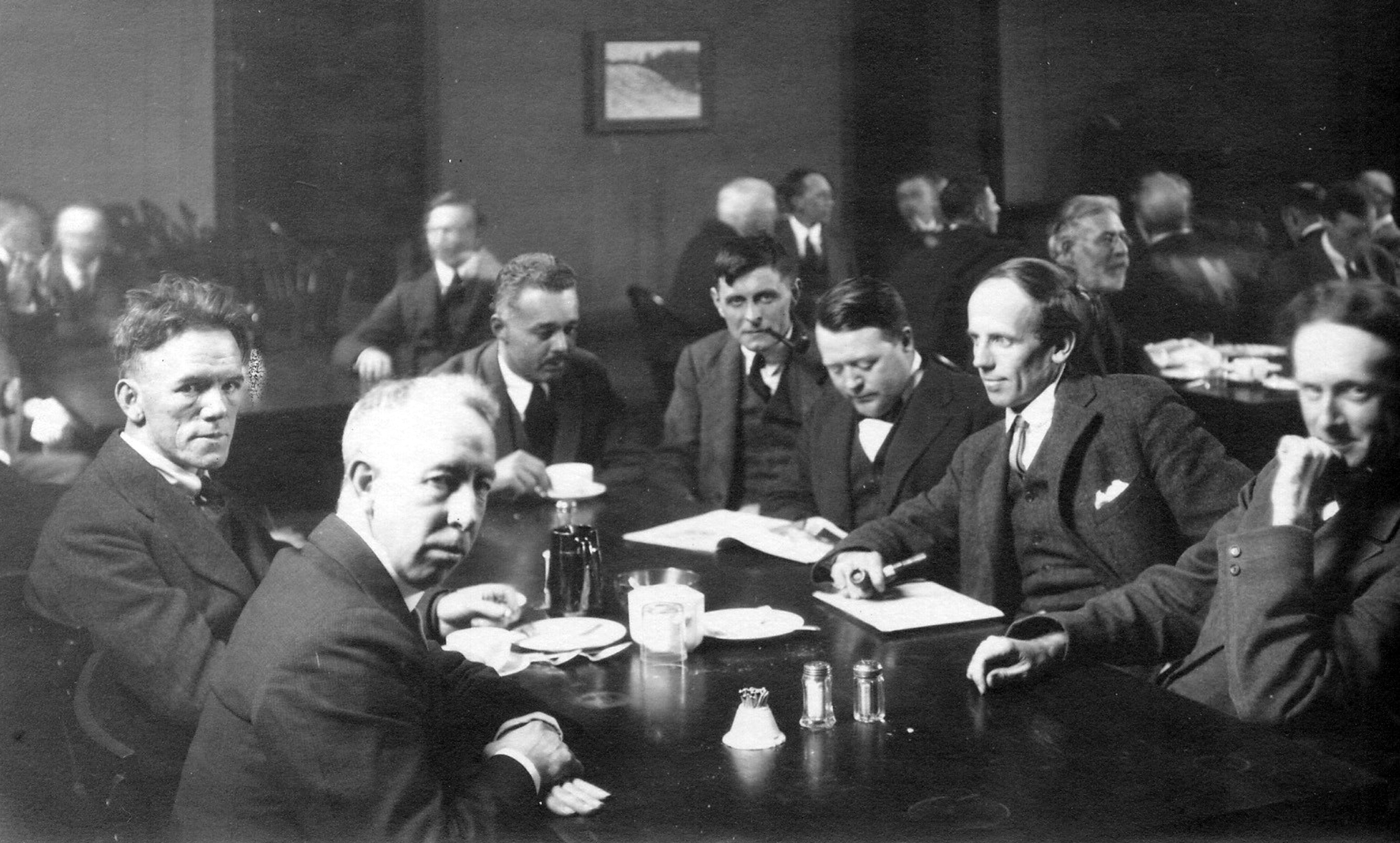
Il Gruppo dei Sette (da sinistra Frederick Varley, A.Y. Jackson, Lawren Harris, Barker Fairley, Frank Johnston, Arthur Lismer, J. E. H. MacDonald

Fu durante la mostra sull'arte indigena della West Coast alla National Gallery nel 1927 che Carr incontrò per la prima volta membri del Gruppo dei Sette, a quel tempo divenuti i pittori moderni più riconosciuti del Canada. Lawren Harris, che faceva parte del Gruppo, divenne un importante punto di riferimento per Carr e un giorno le disse "sei una di noi", accogliendola tra le file dei principali modernisti canadesi. L'incontro pose fine all'isolamento artistico dei precedenti 15 anni di Carr, la portò a uno dei suoi periodi più prolifici e alla creazione di molte delle sue opere più celebri. Attraverso l'importante corrispondenza con Harris, Carr studiò il simbolismo dell'Europa settentrionale.
La direzione artistica di Carr venne influenzata dal Gruppo e, in particolare, dal lavoro e dal credo teosofico di Lawren Harris. Carr cercò di conciliare tali ispirazioni con la sua concezione che aveva nei confronti di Dio. La "sfiducia verso la religione istituzionale" di Carr pervade gran parte della sua arte. Venne influenzata dal pensiero teosofico, come molti artisti del tempo, e iniziò a formare una nuova visione di Dio inteso come natura. Ha guidato uno stile di vita spirituale, rifiutando la Chiesa e l'istituzione religiosa. Dipingeva i paesaggi selvaggi che aveva visto in Canada, che lei considerava animati misticamente da uno spirito più grande.

### L'incontro con laNorthwest School
Nel 1924 e nel 1925, Carr espose le sue opere durante gli spettacoli tenuti dagli artisti della Northwest School di Seattle. L'altro espositore, Mark Tobey, andò a farle visita a Victoria nell'autunno del 1928 divenendo l'insegnante dell'artista canadese. Lavorando con Tobey, Carr approfondì la sua comprensione dell'arte contemporanea, sperimentando le tecniche di astrazione e cubismo di Tobey, ma era riluttante all'idea di andare alla concezione estrema dell'arte che aveva il suo mentore:
Nonostante Carr avesse espresso riluttanza riguardo all'astrazione, la Vancouver Art Gallery, una delle principali curatrici del lavoro di Carr, documenta che, in questo periodo, Carr volesse abbandonare il suo impulso documentaristico a favore di opere dal forte contenuto emotivo e mitologico incorporato in sculture totemiche. Abbandonò il suo stile pittorico precedente e iniziò a dipingere opere post-impressioniste, stilizzate e dai tratti spigolosi.

### Gli ultimi anni e la morte

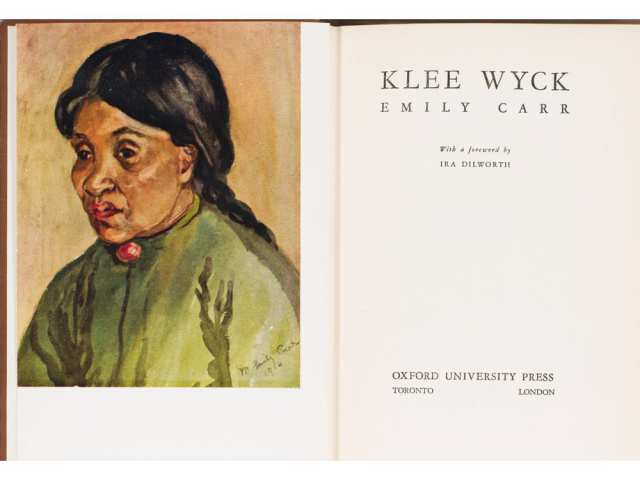
Frontespizio del libro Klee Wyck (1941) di Emily Carr

Carr soffrì di un attacco cardiaco nel 1937, a cui ne seguì un altro nel 1939. I suoi problemi di salute la costrinsero a trasferirsi da sua sorella Alice. Nel 1940 Carr ebbe un grave ictus a cui seguì nel 1942 un terzo attacco cardiaco. Non essendo più in grado di viaggiare per lunghi periodo, Carr si dedicò alla scrittura rinunciando in parte alla pittura. L'assistenza editoriale dell'amica Ira Dilworth, professoressa di inglese, permise a Carr di pubblicare il suo primo libro, Klee Wyck, pubblicato nel 1941. Grazie a tale biografia, Carr ricevette il Governor General's Awards per la saggistica.
I dipinti dell'ultimo decennio di Carr rivelano la sua crescente preoccupazione per l'impatto ambientale dell'industria sul paesaggio della Columbia Britannica. Il suo lavoro di questo periodo riflette la sua crescente preoccupazione per il disboscamento industriale, i suoi effetti ecologici e la sua intromissione nelle vite degli indigeni. Nel suo dipinto Odds and Ends, del 1939 "le terre bonificate e i ceppi d'albero spostano l'attenzione dai maestosi paesaggi delle foreste che hanno attirato turisti europei e americani verso la costa occidentale per rivelare invece l'impatto della deforestazione".
Emily Carr, morì il 2 marzo 1945 per un attacco cardiaco al James Bay Inn, nella sua città natale Victoria, poco prima che gli venisse assegnata una laurea ad honorem dall'Università della Columbia Britannica. Carr è sepolta al Ross Bay Cemetery.

### Dopo la morte
Nel 1952, le opere di Emily Carr rappresentarono il Canada alla Biennale di Venezia insieme a quelle di David Milne, Goodridge Roberts e Alfred Pellan. Negli anni sessanta le sue opere vennero esposte alla Galerie L'Art français.
Il 12 febbraio 1971, il Canada Post emise un francobollo di 6 cent (Emily Carr, painter, 1871-1945) disegnato da William Rueter, raffigurante Big Raven di Carr (1931) e appartenente alla Vancouver Art Gallery. Il 7 maggio 1991, il Canada Post emise un francobollo da 50 cent (Forest, British Columbia, Emily Carr, 1931-1932) disegnato da Pierre-Yves Pelletier, basato su Forest, British Columbia (1931-1932) di Carr e anch'esso della Vancouver Art Gallery.
Il 28 novembre 2013, uno dei dipinti di Carr, The Crazy Stair (The Crooked Staircase), fu venduto per 3,39 milioni di dollari statunitensi a un'asta d'arte di Toronto: un prezzo da record per un dipinto di un'artista canadese.
Fra il 2014 e il 2015, la Dulwich Picture Gallery nel sud di Londra ospitò una mostra personale, la prima volta in cui tale spettacolo si tenne in Gran Bretagna.

## Stile e tecnica
Emily Carr fu una delle prime artiste a tentare di catturare lo spirito del Canada in uno stile moderno. In precedenza, la pittura canadese era principalmente composta da ritratti e paesaggi rappresentativi. I temi principali di Carr nel suo lavoro maturo rappresentavano soggetti nativi e naturali: "totem nativi situati in luoghi profondi della foresta o siti in villaggi indigeni abbandonati" e, in seguito, "i grandi ritmi delle foreste occidentali, spiagge sballottate dai ciottoli e cieli estesi". Ha mescolato questi due temi in modo unicamente suo. Le sue "qualità di abilità e visioni pittoriche [...] le hanno permesso di dare forma a un mythos del Pacifico che è stato così accuratamente distillato nella sua immaginazione".
La sua pittura può essere suddivisa in diverse fasi distinte: i suoi primi lavori, prima dei suoi studi a Parigi; i suoi primi dipinti sotto l'influenza fauvista realizzati durante la sua permanenza a Parigi; un periodo medio post-impressionista prima del suo incontro con il Gruppo dei Sette; e il suo periodo successivo, formale, sotto le influenze post-cubiste di Lawren Harris e dell'artista e amico americano, Mark Tobey. Carr usava il carboncino e l'acquerello per i suoi schizzi, e in seguito la vernice per la casa diluita con benzina su carta di manila. La maggior parte del suo lavoro maturo era olio su tela o, quando il denaro scarseggiava, olio su carta.

## Libri
- Klee Wyck, 1941
- The Book of Small, 1942
- The House of All Sorts, 1944
- Growing Pains, 1946 (postumo)
- Pause, The Heart of a Peacock, 1953 (postumo)
- Hundreds and Thousands, 1966 (postumo)

## Galleria d'immagini

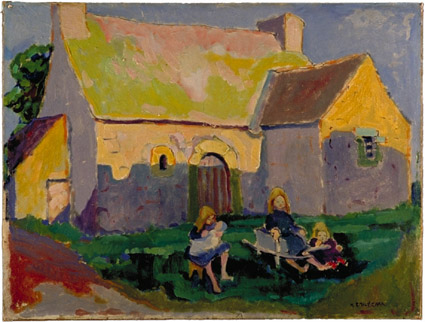
Breton church (1906)
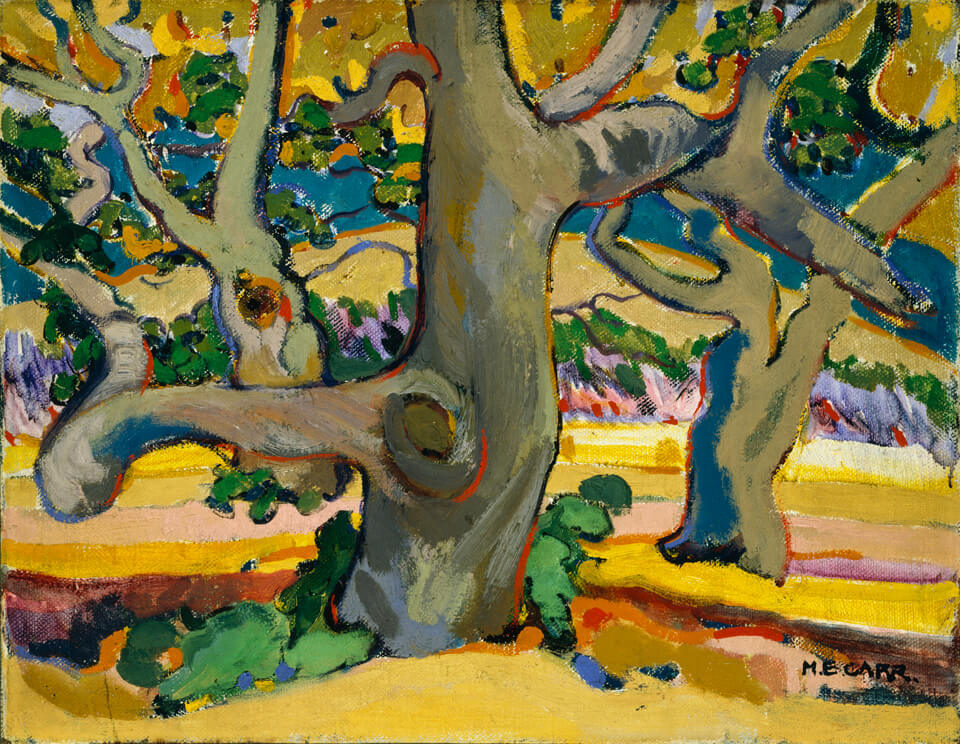
Trees in France (ca. 1911)
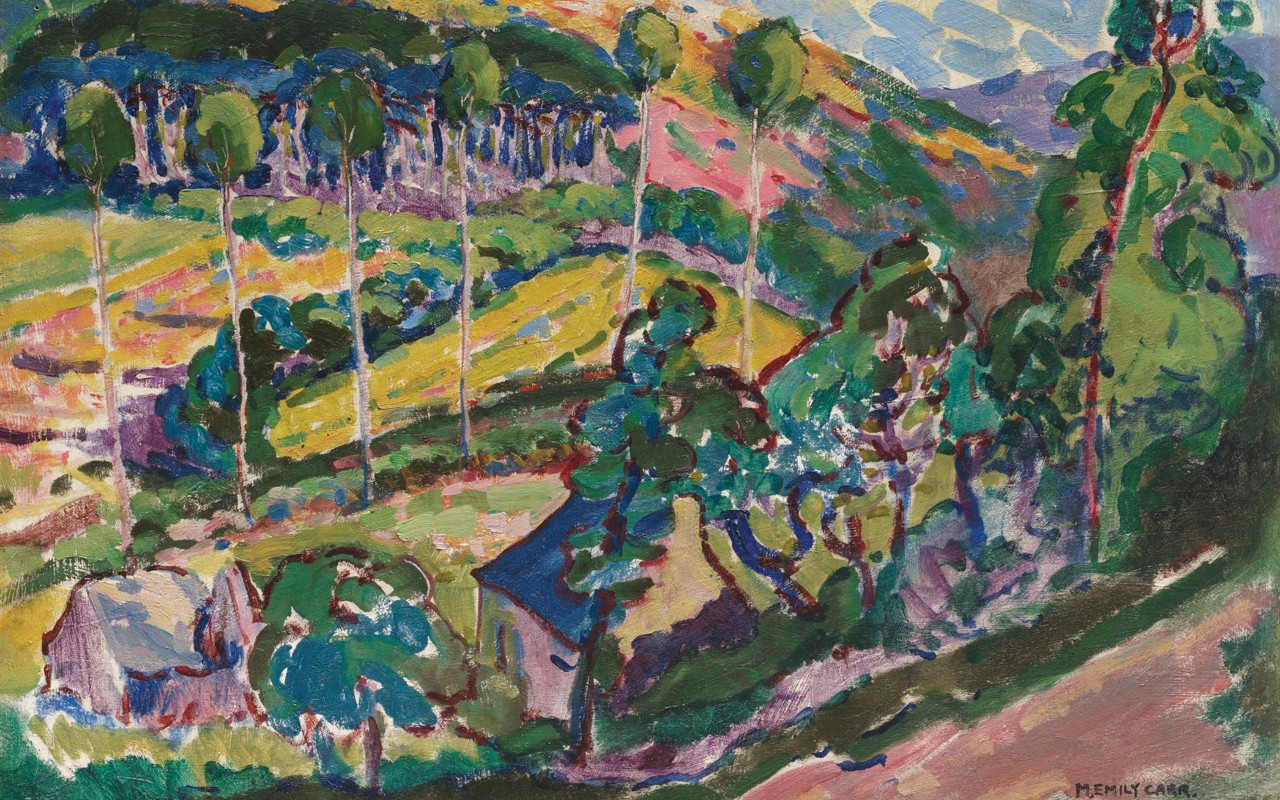
Le Paysage (1911)
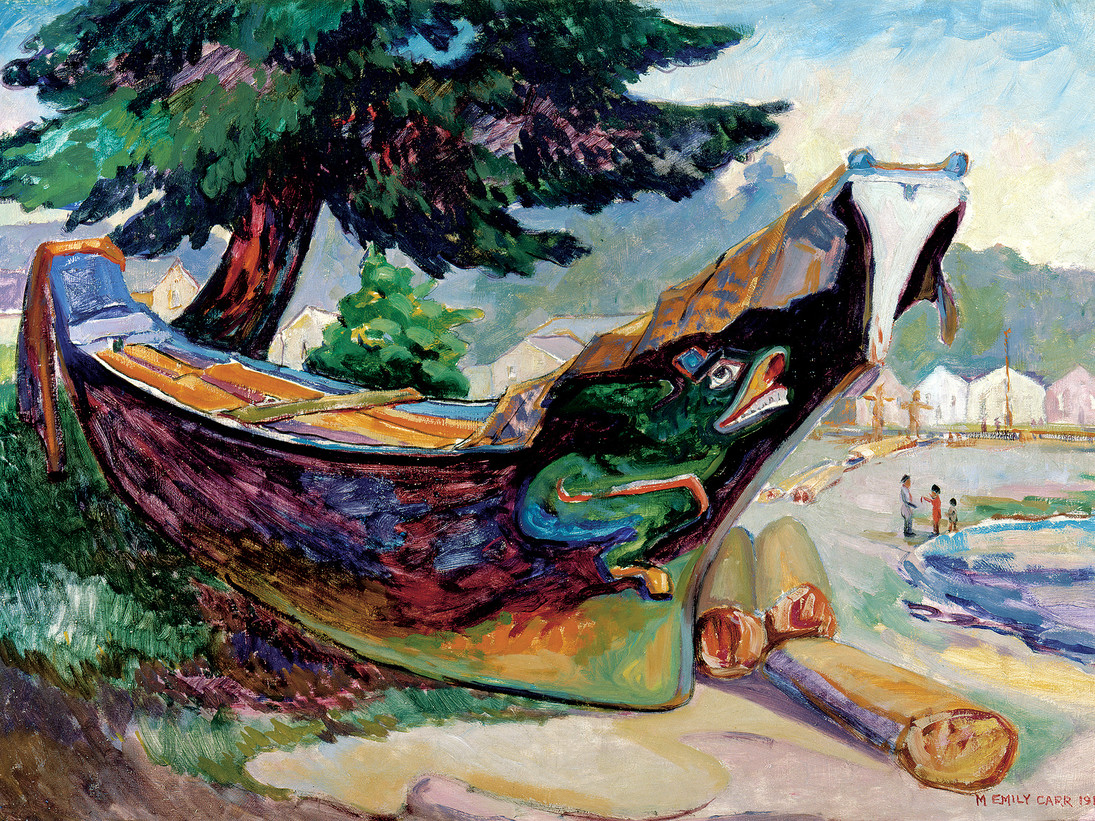
Indian War Canoe (1912)
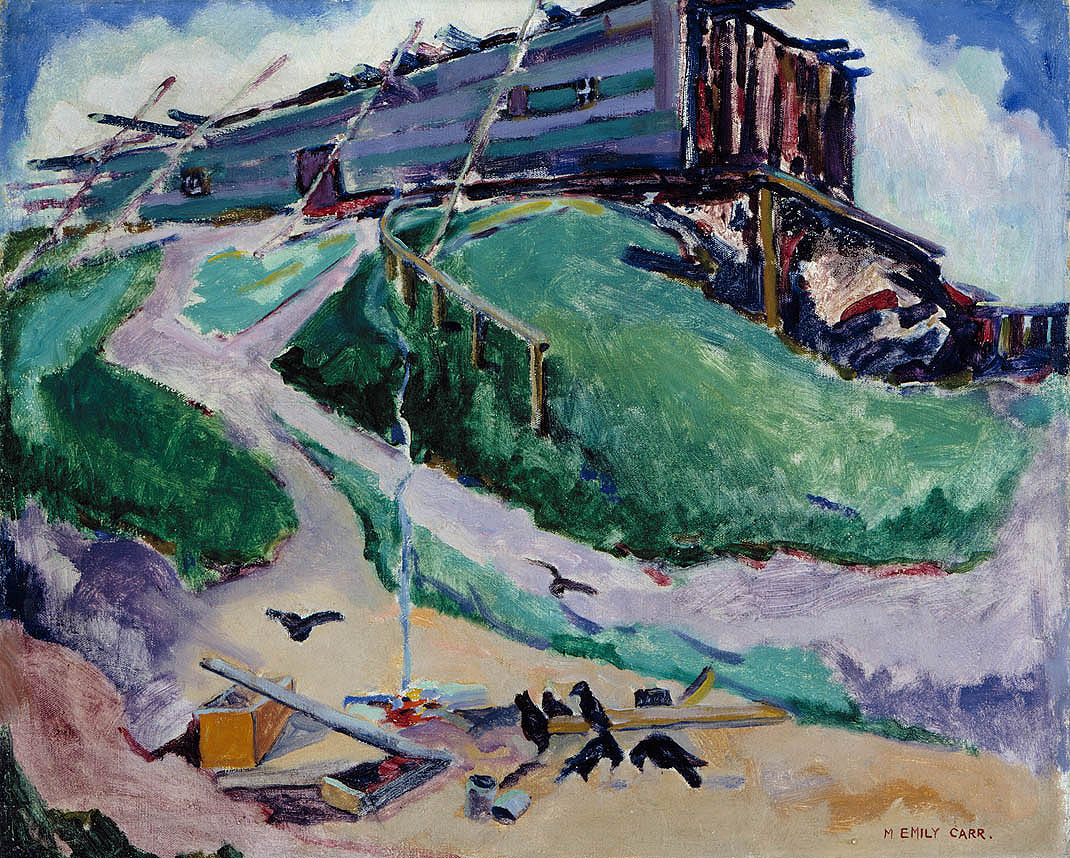
Community House, Ucluelet (1912)
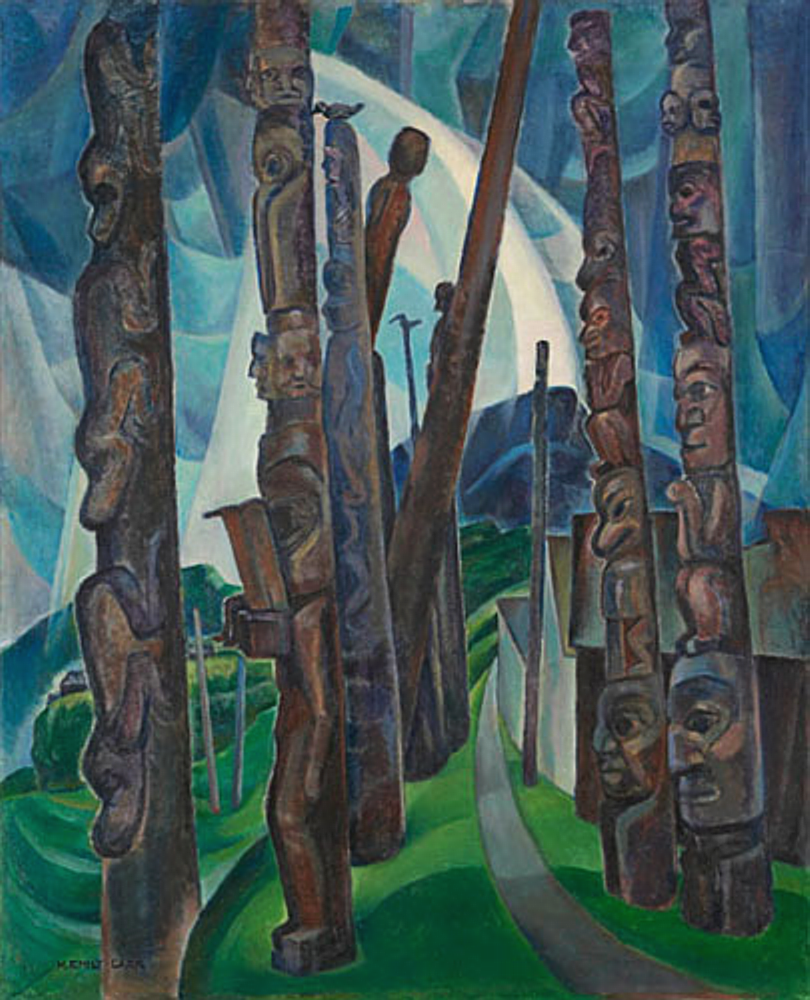
Kitwancool (1928)
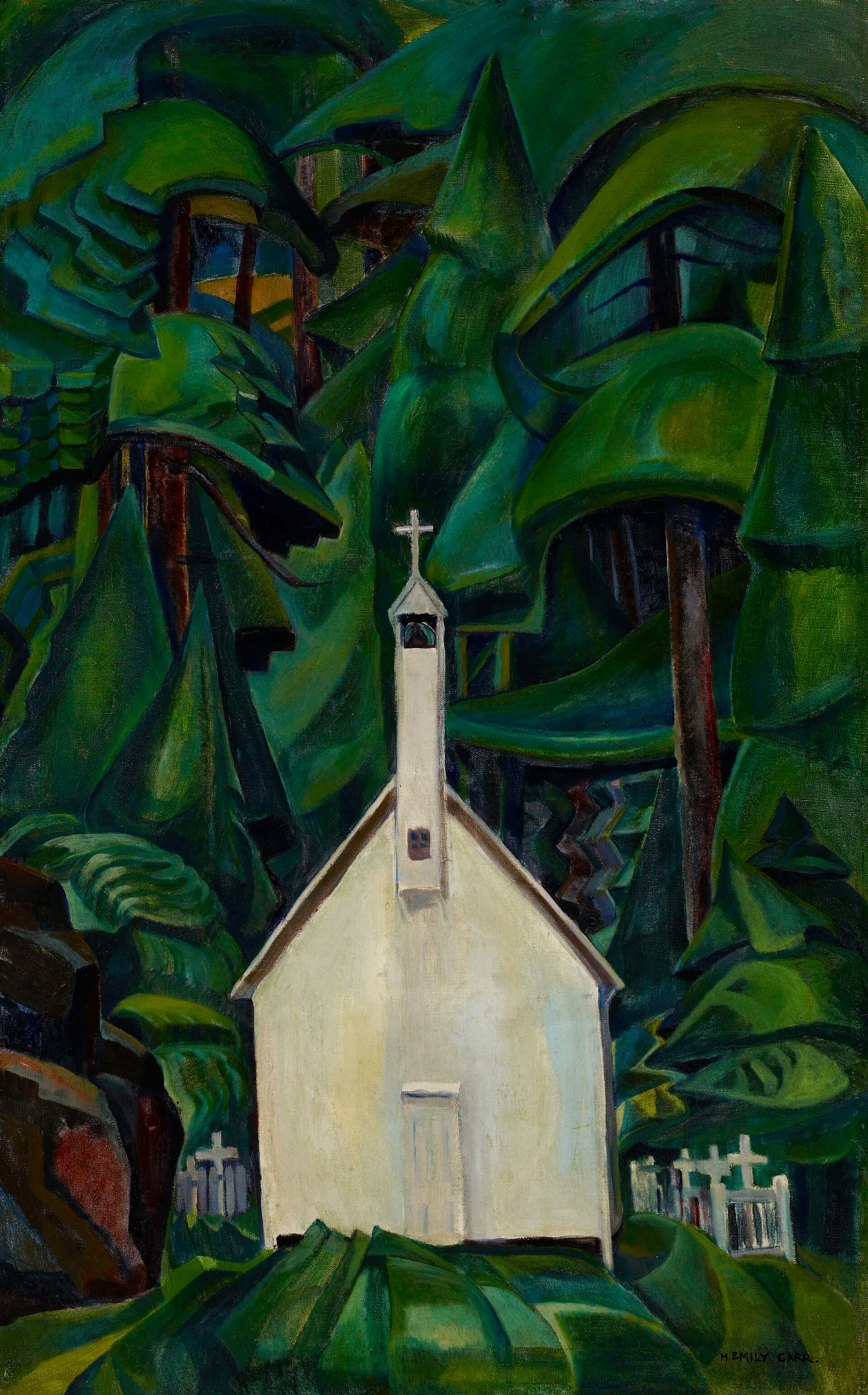
The Indian Church (1929)
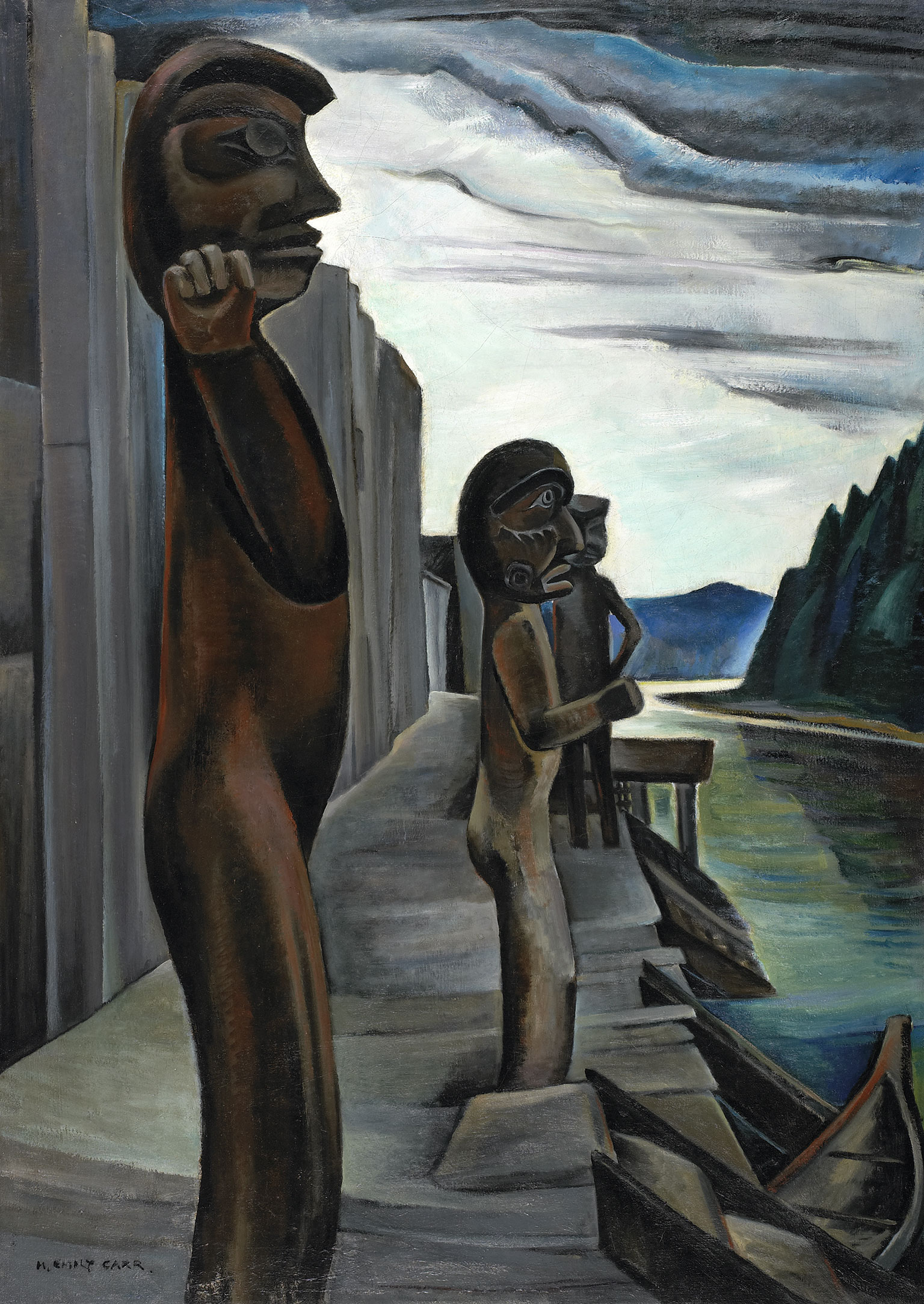
Blunden Harbour (ca. 1930)
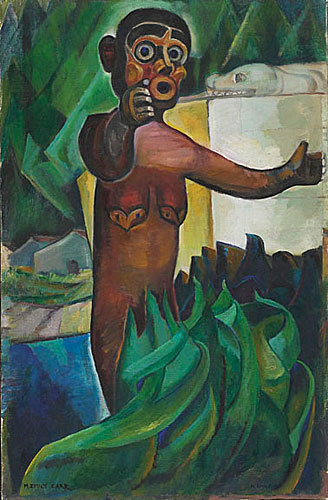
Guyasdoms D'Sonoqua (ca. 1930)
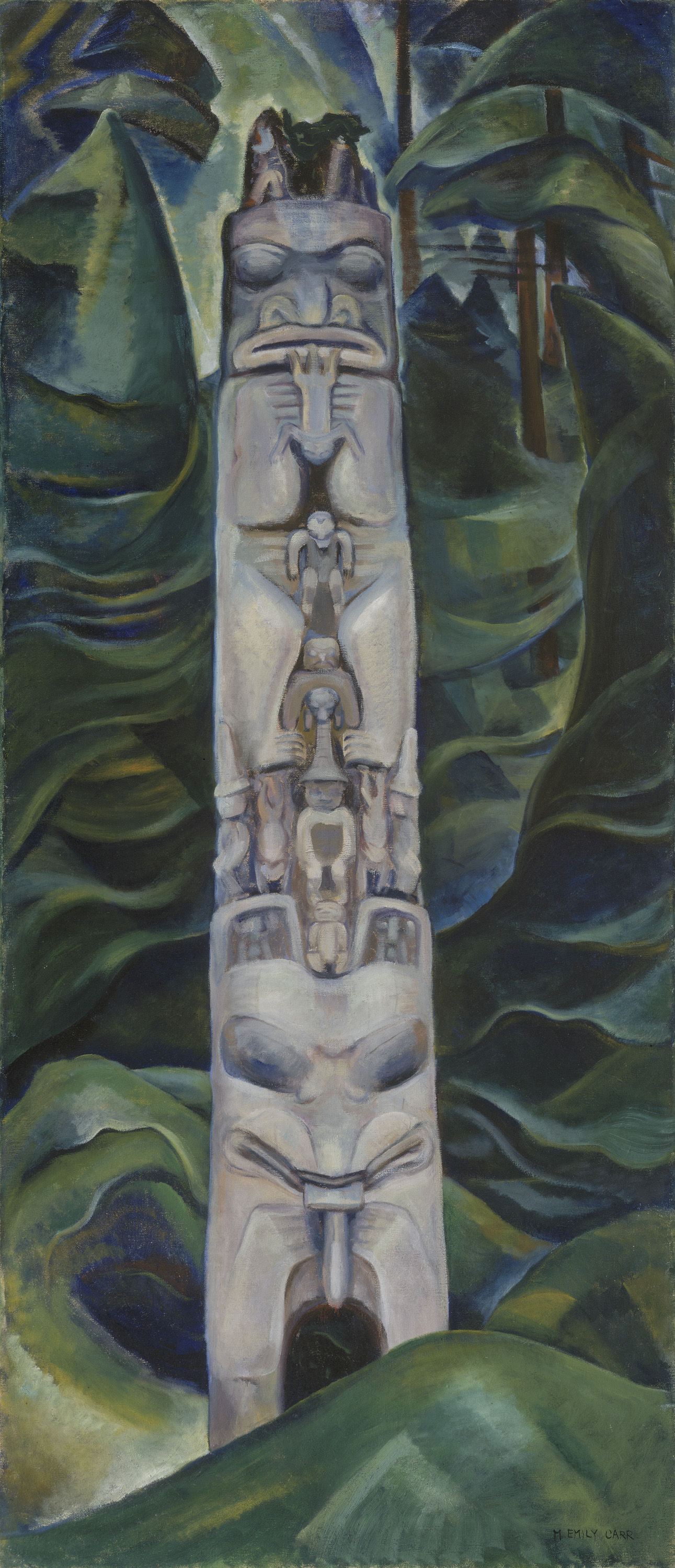
Totem and Forest (1931)
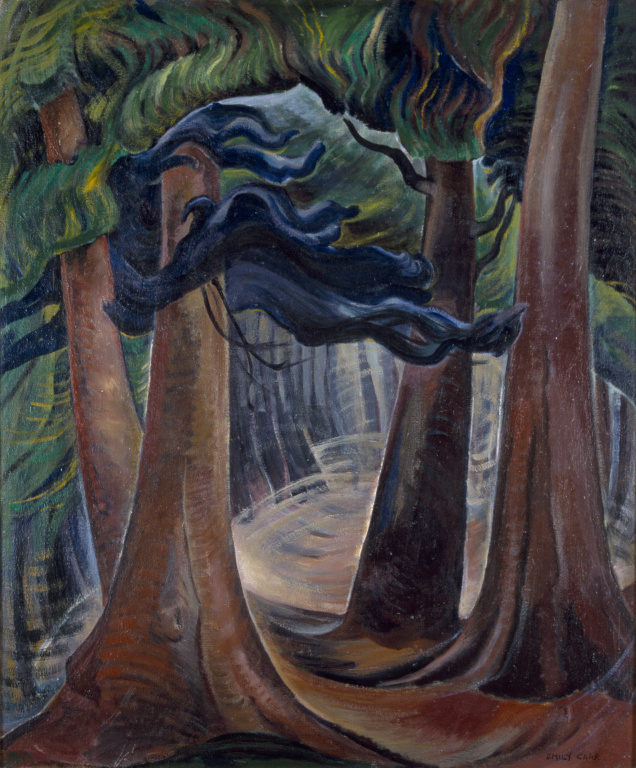
Among the Firs (1931)
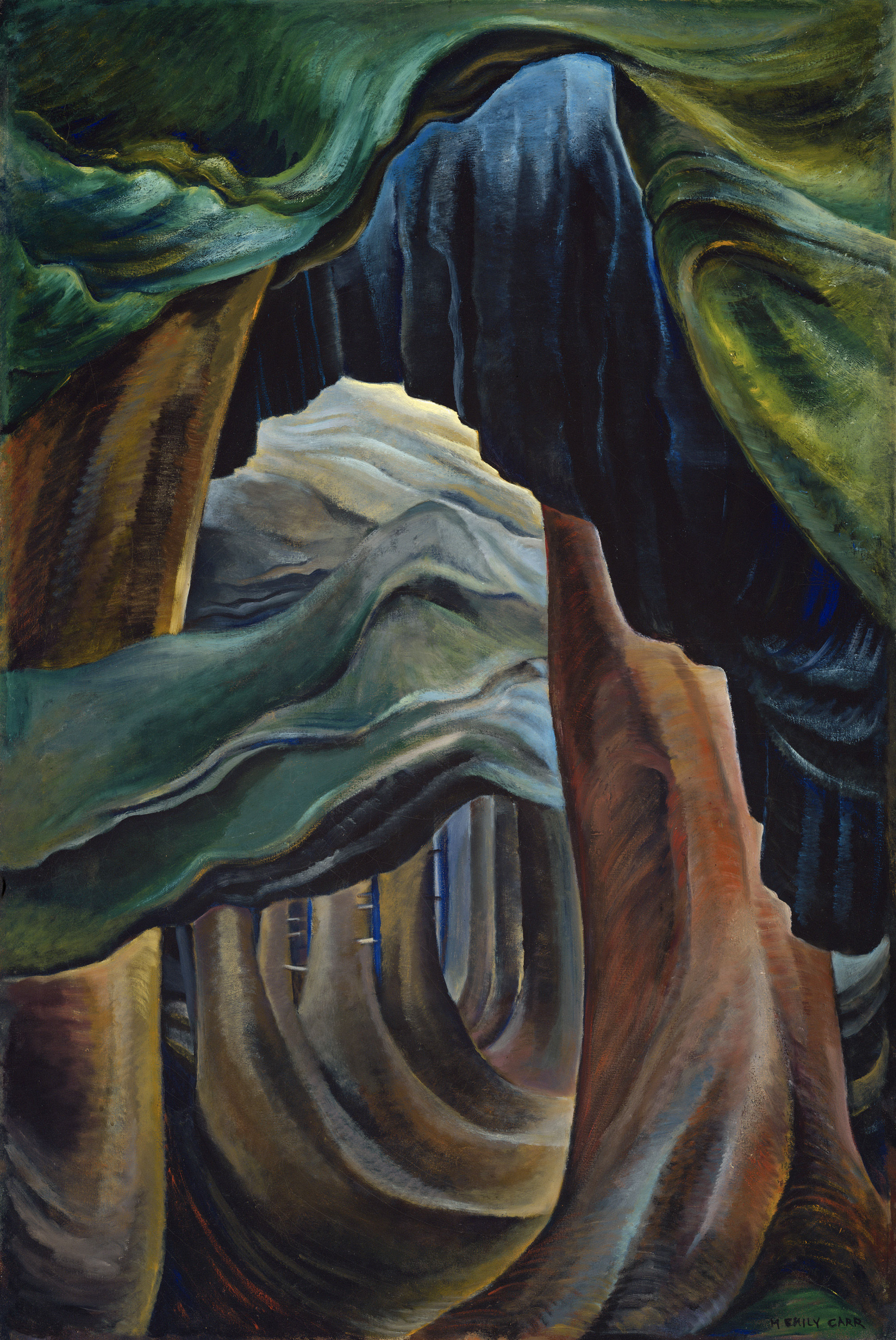
Forest, British Columbia (1931-2)
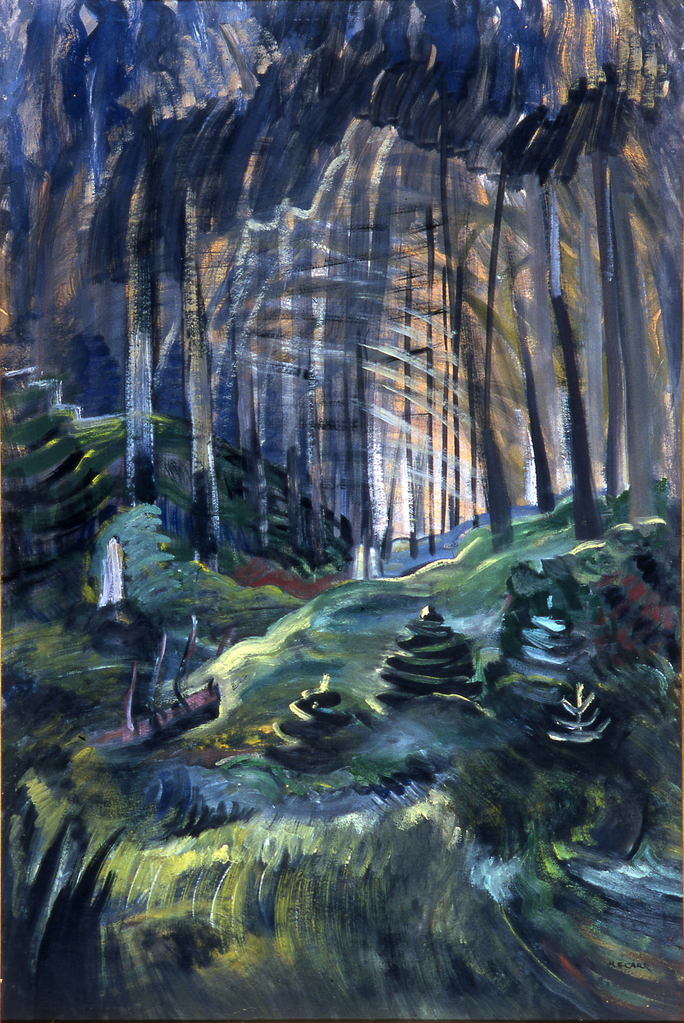
Deep Woods (1936)
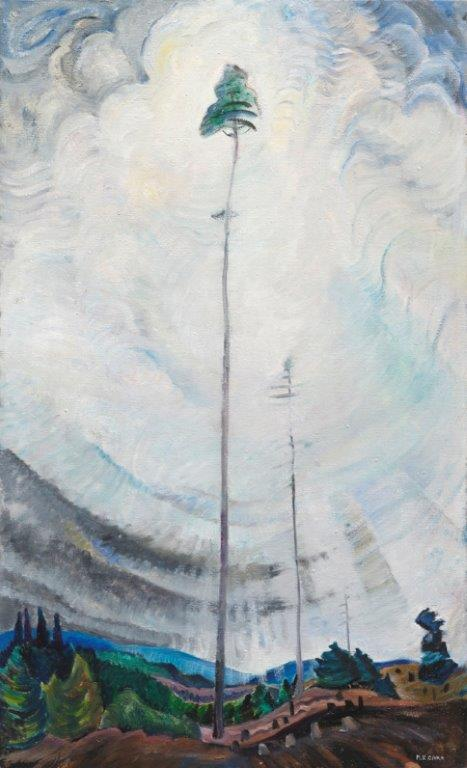
Scorned as timber (1936)
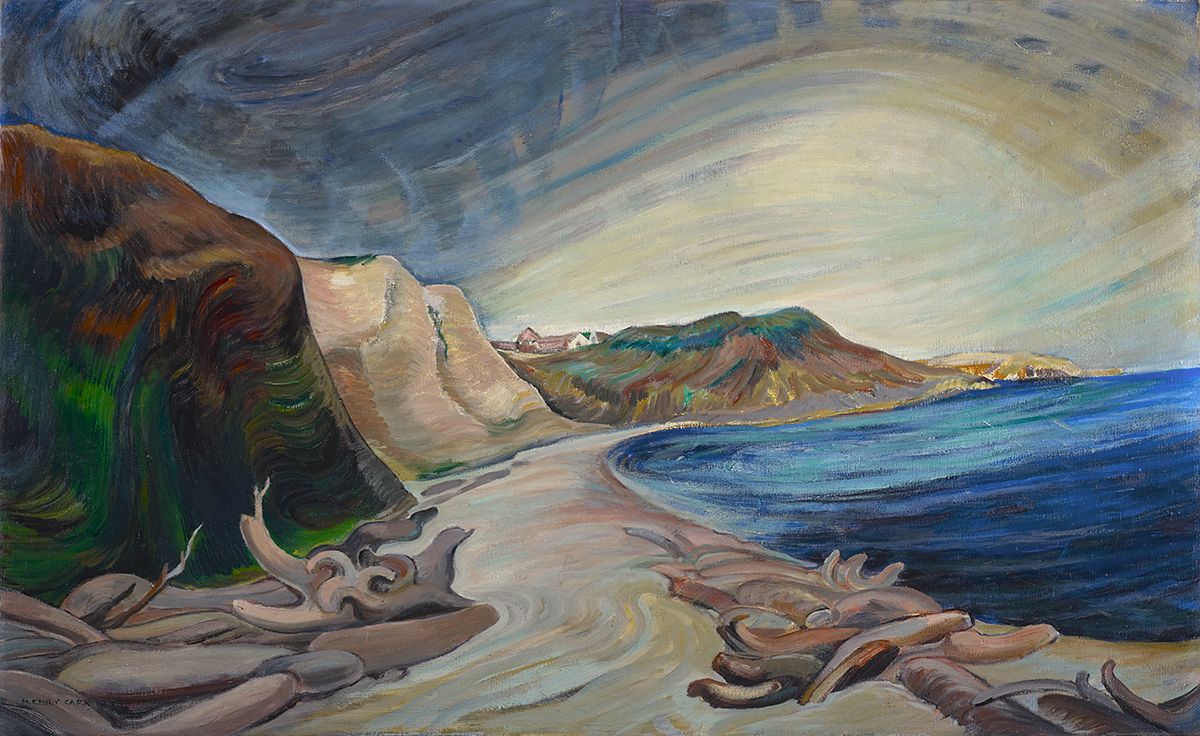
Shoreline (1936)
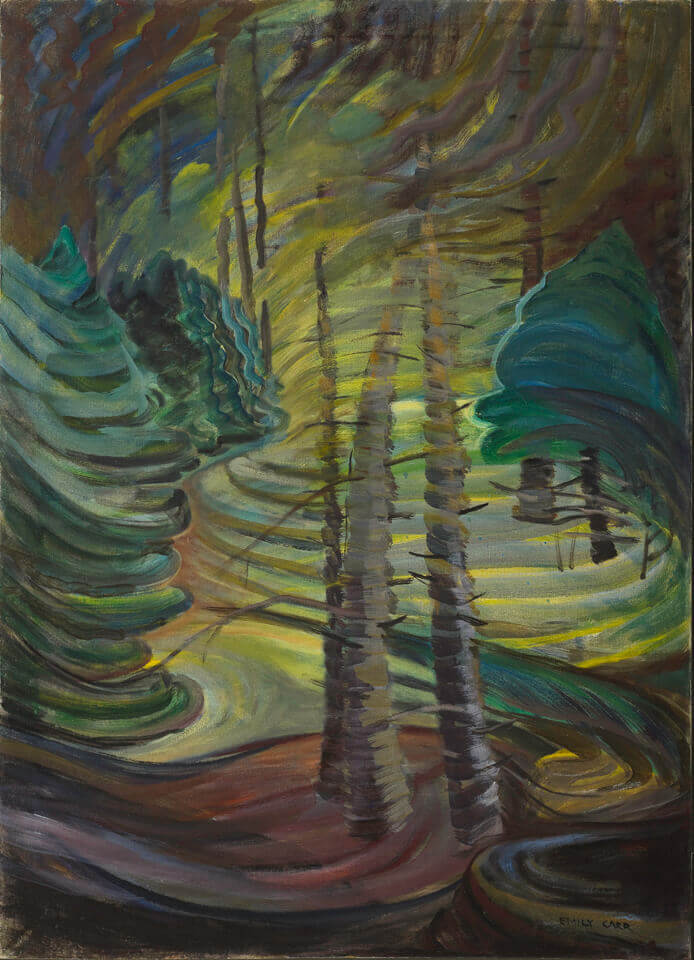
Dancing Sunlight (1937)
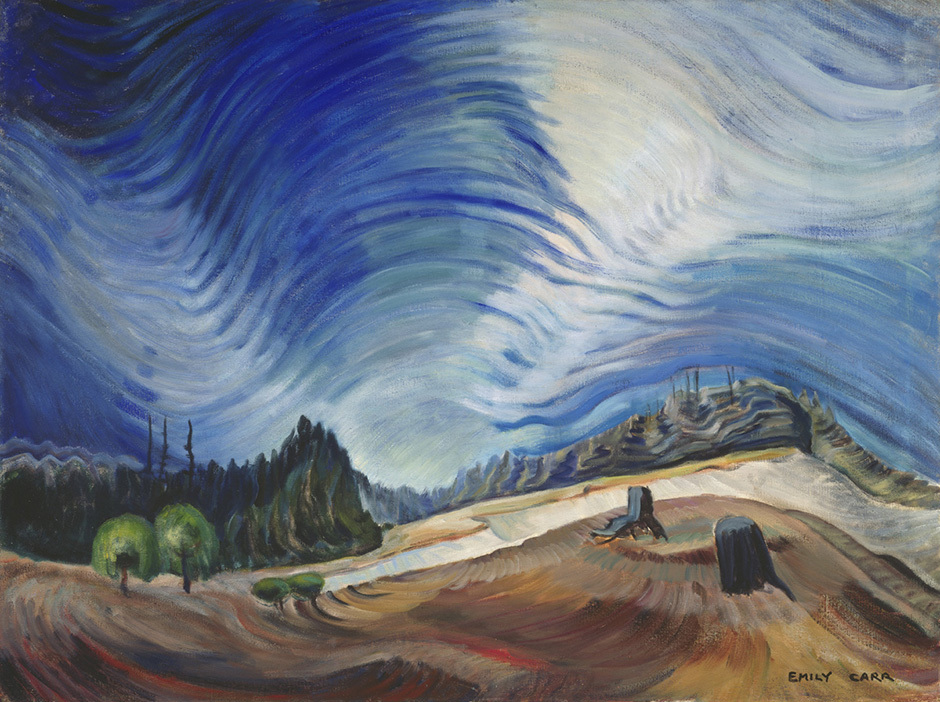
Above the Gravel Pit (1937)
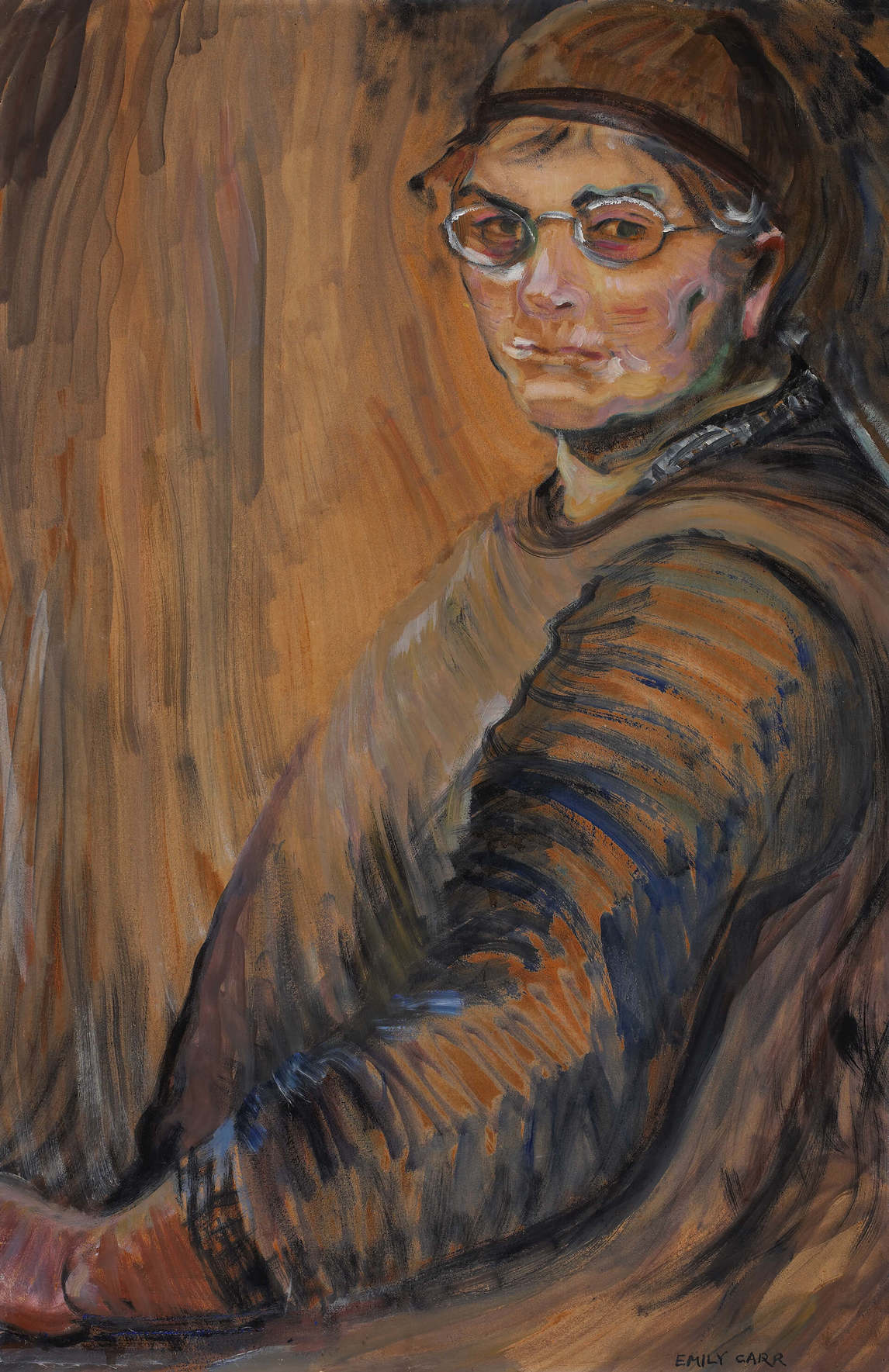
Autoritratto (1938-9)
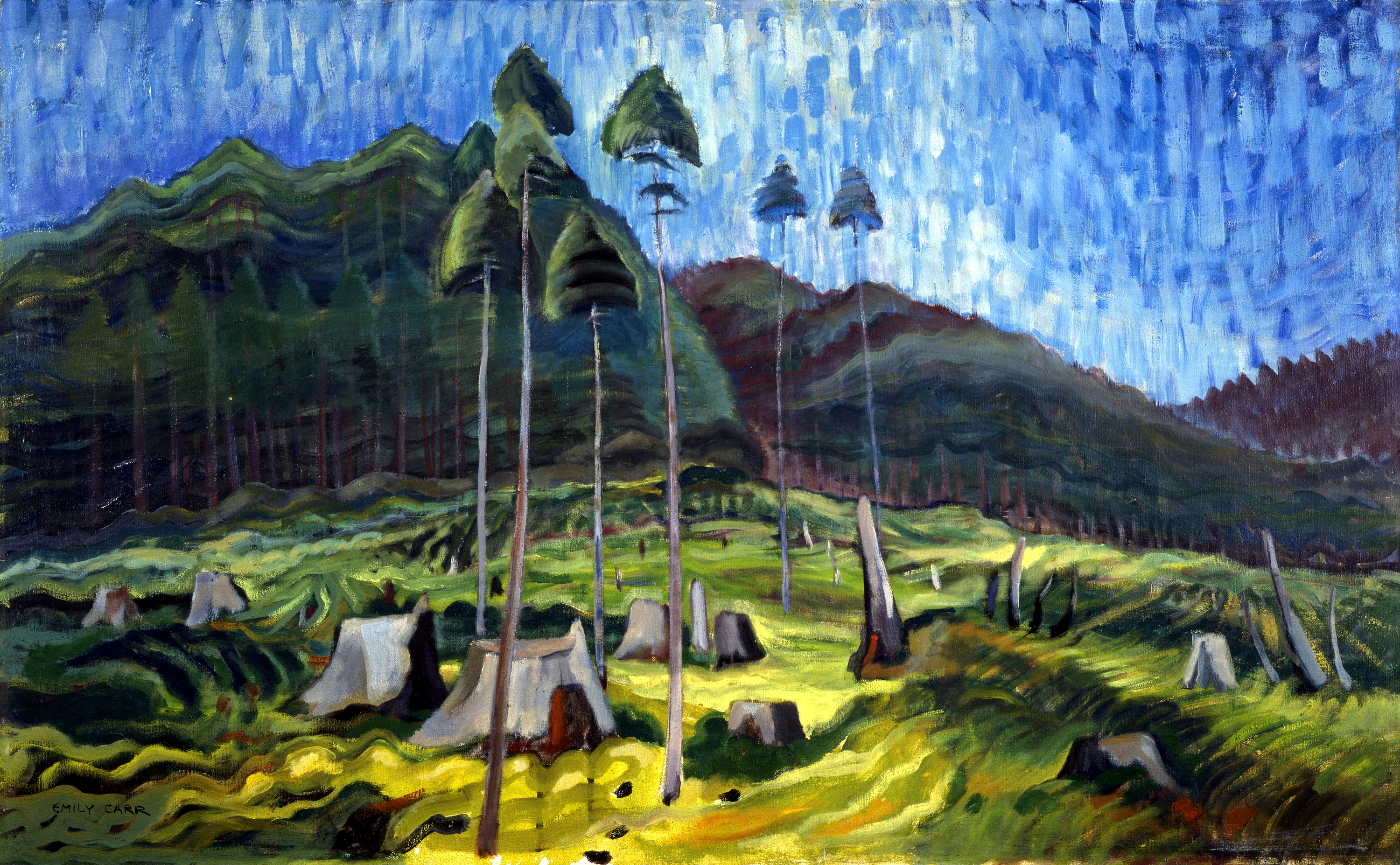
Odds and Ends (1939)